# Pseudomiza cervina
Pseudomiza cervina är en fjärilsart som beskrevs av W. Warren 1893. Pseudomiza cervina ingår i släktet Pseudomiza och familjen mätare. Inga underarter finns listade.